# Formula LO

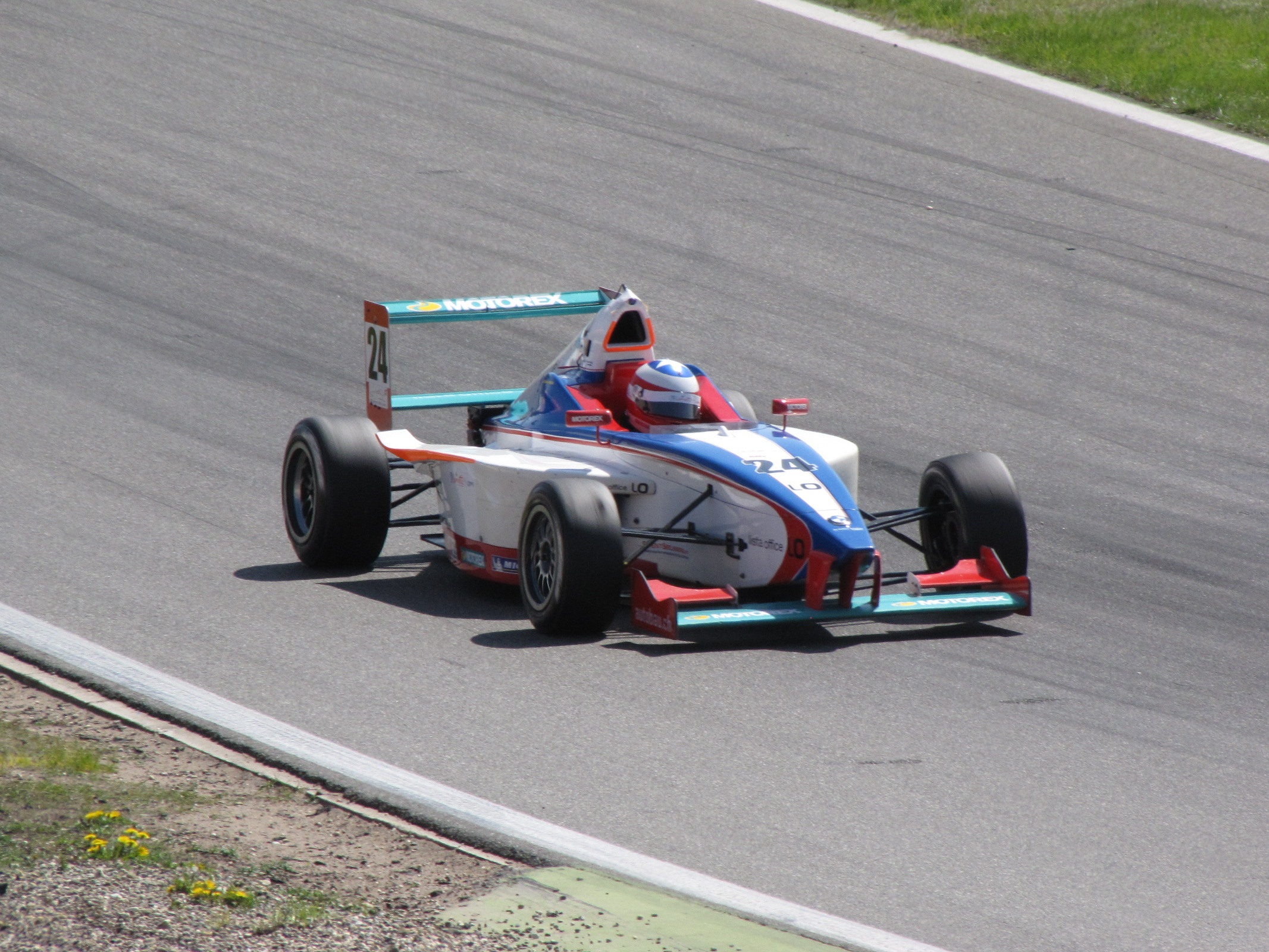
Michael Lamotte in Hockenheim 2010

Die Formula LO war vom Jahr 2000 bis 2012 eine Schweizer Einsteigerserie des Formelsports. Grundlage war ein leicht modifiziertes Formel-BMW-Fahrzeug. Die Rennserie stand in Konkurrenz zur deutschen ADAC-Formel-Masters.

## Geschichte und Name
Die Serie absolvierte im Jahr 2000 unter der Bezeichnung Lista Formel A ihre erste Saison, später wurde sie in Lista Formel Masters – Austrian-Swiss junior championship umbenannt. Von 2006 bis 2011 trug sie den Namen LO formel lista junior. Der Name der Serie stammt von einem der Hauptsponsoren, nämlich Lista (Lienhard Stahlbau), einem Schweizer Unternehmen zur Herstellung von Schubladenschranksystemen: LO steht für Lista Office.

## Reglement
Sportrechtlich ist die Formula LO eine Schweizer Serie, die auch ausländischen Fahrern offensteht. Pro Lauf erfolgt die Punktezuteilung nach folgendem Schema: 20-15-12-10-8-6-4-3-2-1. Je zwei Zusatzpunkte gibt es pro Rennlauf (an einem Wochenende werden entweder zwei oder drei Rennen gefahren) für die Pole-Position und die schnellste Rennrunde – Ersteres jedoch nur, wenn für das entsprechende Rennen ein separates Zeittraining durchgeführt wurde. Teilnehmen dürfen Fahrer, die das 16. Lebensjahr vollendet haben oder dies im Verlauf der jeweiligen Saison tun werden. Die Resultate der Fahrer zählen für die Meisterschafts-Endwertung. Darüber hinaus haben jüngere Fahrer, die vor der Saison nur an maximal zwei Rennen der Serie teilgenommen hatten, die Möglichkeit, nach dem Prinzip 10-8-6-5-4-3-2-1 Punkte für den LO Rookie Cup zu sammeln. 
Für die Teamwertung, vergleichbar mit der Konstrukteurs-WM in der Formel 1, werden für die ersten acht Plätze Punkte nach dem Schema 10-8-6-5-4-3-2-1 vergeben. Punkteberechtigt ist jeweils der im Rennen bestplatzierte Fahrer eines Teams.
Vor der Saison wird eine Sichtung mit Bewertung durchgeführt; das mögliche Preisgeld (8‘000.-, 4‘000.-, 3‘500 CHF usw.) wird nicht ausbezahlt, sondern gilt als Gutschrift, die bei einer Teilnahme an der Meisterschaft eingelöst werden kann.
Als Einheitsfahrzeug ist seit 2009 der LO BMW FB02 des französischen Chassis-Herstellers Mygale vorgeschrieben. Sein Mindestgewicht inklusive Fahrer beträgt 550 kg. Zum Einsatz kommen folgende Reifen:
- Cooper/Avon Slick vorne: 180/550R-13 S8878 514, hinten: 210/550R-13 S14311 514
- Cooper/Avon Regen vorne: 180/550R-13 W8662, hinten: 210/550R-13 W14734

Aus Gründen der Kostendämpfung sind die 140 PS starken Motoren verplombt. Ein neutrales Steuergerät wird von der Serienorganisation („Club Formula A“) gestellt.
Bei den Stossdämpfern (SACHS) und Federn (EIBACH) ist der Hersteller vorgeschrieben. Die Marke der Bremsbeläge ist nicht festgelegt.
Die Fahrzeuge müssen sich äusserlich von den BMW-Farben blau/weiss abheben. Laut Reglement dürfen sie „auch nicht annähernd dem Erscheinungsbild des offiziellen Formel BMW gleichen“.
Bis einschliesslich 2008 waren neben dem FB02 auch Fahrzeuge der Formula Junior und der BMW Formel ADAC zugelassen. Ihr Mindestgewicht inklusive Fahrer betrug 485 kg; damit waren die „alten“ Autos nicht so chancenlos, wie es bei einem Einheitsgewicht zu erwarten gewesen wäre. Für diese Wagengruppe war auch eine eigene Trophy-Wertung (10-8-6-5-4-3-2-1) eingerichtet worden. Die Reifenbestückung für die „alten“ Autos war:
- Avon Slick vorne: 180/550 – 13 S 9903, hinten: 210/550 – 13 S 13318
- Avon Regen vorne: 180/550 – 13 W 8654, hinten: 210/550 – 13 W 12365

wohingegen die neuen FB02 mit Michelin-Reifen fuhren:
- Michelin Slick vorne: 20/54 - 13 – S308, hinten: 22/54 - 13 – S400
- Michelin Regen vorne: 20/54 - 13 – P304, hinten: 22/54 - 13 – P400

Insbesondere waren die Getriebeteile für alle Teilnehmer freigestellt. Die Motorsteuergeräte wurden plombiert. Die Fahrzeuge der BMW Formel ADAC mussten mit den Felgen des Formula Junior nachgerüstet werden. Auch die vorher unterschiedlichen Flügel wurden angeglichen.
Allen teilnehmenden Monoposti war der 1.171 cm³-BMW-Motor gemeinsam.

## Saisonüberblick

### Meister
| Jahr | Name                                                      | Meister              | Team                    | Chassis         |
| ---- | --------------------------------------------------------- | -------------------- | ----------------------- | --------------- |
| 2000 | Lista Formel A                                            | Neel Jani            | ?                       | Arcobaleno      |
| 2001 | Lista Formel A                                            | Ken Allemann         | ?                       | Arcobaleno      |
| 2002 |                                                           | Damian Sawicki       | IRIS Racing             | Arcobaleno      |
| 2003 |                                                           | Romain Grosjean      | ?                       | Formel Monza    |
| 2004 | Lista Formel Masters – Austrian-Swiss junior championship | Harald Schlegelmilch | KAP Motorsport          | Formel Junior   |
| 2005 | Lista Formel Masters – Austrian-Swiss junior championship | Rolf Biland          | Biland Racing Team      | Arcobaleno      |
| 2006 | LO formel lista junior                                    | Gerhard Tweraser     | Neuhauser Racing        | Formel Junior   |
| 2007 | LO formel lista junior                                    | Klaus Bachler        | Neuhauser Racing        | Formel Junior   |
| 2008 | LO formel lista junior                                    | Joël Volluz          | Daltec Racing           | Formel BMW FB02 |
| 2009 | LO formel lista junior                                    | Kevin Giovesi        | Daltec Racing           | Formel BMW FB02 |
| 2010 | LO formel lista junior                                    | Michael Lamotte      | Daltec Racing           | Formel BMW FB02 |
| 2011 | LO formel lista junior                                    | Philip Ellis         | GU-Racing International | Formel BMW FB02 |
| 2012 | Formula LO                                                | Levin Amweg          | GU-Racing International | Formel BMW FB02 |

### Saison 2007
2007 fuhr die Serie in Deutschland, Frankreich, Italien und Tschechien mit Monoposti der Marken Formula Junior, Arcobaleno Typ Sport, BMW Formel ADAC (2001) und Formel ADAC Junior. Ausserdem kamen Formel BMW FB02, im Folgenden „Neuautos“ genannt, in einem leicht modifizierten Zustand im damals gültigen Reglement zum Einsatz. Sieger wurde der Österreicher Klaus Bachler mit 190 Punkten.

### Saison 2008
Veranstaltungsorte waren Dijon (2×), der Nürburgring, Most, Hockenheim, Magny-Cours und Monza. Der Ausweichtermin war Varano, zählte aber nicht zu den Ergebnissen und wurde als Trainings- und Sichtungstermin für die kommende Saison genutzt. Die Teams kamen aus der Schweiz (7) und Deutschland (2). Das Feld bestand ausschliesslich aus Fahrzeugen des Typs BMW FB02; eine Trophy-Wertung entfiel. 17 schweizerische und drei deutsche Fahrer kamen in die Endwertung. Gesamtsieger wurde der Schweizer Joël Volluz mit 184 Punkten.

### Saison 2009
2009 fanden Rennen in Dijon-Prenois (2×), Nürburgring, Spa-Francorchamps, Magny-Cours und Monza statt. 13 Schweizer, zwei Italiener und je ein deutscher, schwedischer und US-amerikanischer Fahrer (zwei weiblich, der Rest männlich) nahmen in sechs Teams aus der Schweiz und einem aus Deutschland teil. Zehn Piloten brachten Erfahrung aus den Vorjahr mit, acht waren Rookies, also Neulinge. Gesamtsieger wurde der Italiener Kevin Giovesi mit 184 Punkten.

### Saison 2010
2010 war der US-Amerikaner Michael Lamotte mit 189 Punkten Gesamtsieger. Zweiter wurde Yannick Mettler, Schweiz. Von den 15 nachrangig platzierten Fahrern kamen sieben aus der Schweiz, je zwei aus GB und D, und je einer aus Israel, Italien, Frankreich und Belgien. Die Rennen wurden ausgetragen in Hockenheim (2×), Nürburgring, Most, Magny-Cours und Monza.

### Saison 2011
Die Sichtung für die Saison 2011 fand am 28./29. Oktober 2010 auf dem Circuit de Bresse bei Frontenaud in Frankreich statt. Ausserdem gab es am 26. und 27. April Testtage auf dem Red Bull Ring. Die Rennen wurden ausgetragen in Hockenheim (2×), Red Bull Ring, Most, Dijon und Monza. 20 Fahrer (19 männlich, ein weiblich) kamen in die Endwertung, davon acht Rookies. Die Mehrzahl fuhr mit schweizerischer Lizenz. Erfolgreichster Rennstall war Daltec Racing (Schweiz).
Sieger wurde der Brite Philip Ellis mit 178 Punkten. 2011 fiel die Entscheidung denkbar knapp in der letzten Kurve; der Zweitplatzierte Deutsche Dennis Wüsthoff (173 Punkte) wurde mit 1/1000 Sekunde Rückstand Dritter im letzten Rennen. Bester Nachwuchsfahrer war der Schweizer David Freiburghaus (120 P., Dritter).

### Saison 2012
Die Sichtung für die Saison 2012 fand schon 2011 statt, und zwar wie im Vorjahr auf dem Circuit de Bresse in Frankreich am 27. und 28. Oktober. Die Geld- und Materialpreise wurden erst bei einer Teilnahme im Bewerb verrechnet.
An folgende Rennwochenenden wurde gefahren:
- 19./20. Mai Red Bull Ring (A) (3 Rennen)
- 22./23. Juni Lausitzring (D) (2 Rennen)
- 6./7. Juli Hockenheim (D) (2 Rennen)
- 4./5. August Most (CZ) (2 Rennen)
- 8./9. September Dijon (F) (3 Rennen)
- 12./13. Oktober Hockenheim (D) (2 Rennen)

Sieger wurde Levin Amweg (CH, 226 Punkte) vor Freddy Killensberger (D, mit 137 Punkten gewann er die Rookie-Wertung) und Kris Richard (CH, 137 Punkte).
In der Teamwertung gewann GU-Racing vor Daltec Racing und Felix Racing.

## Bekannte Rennfahrer
Namhafte Rennfahrer, die Rennen in der Formula LO bestritten haben, sind:
- Romain Grosjean (* 1986), französischer Formel-1-Pilot, war Meister 2003
- Neel Jani (* 1986), ehemaliger schweizerischer Formel-1-Testfahrer und A1GP-Weltmeister von 2008, bestritt die Premierensaison und wurde Meister
- Clivio Piccione (* 1984), monegassischer Rennfahrer (u. a. GP2)
- Harald Schlegelmilch (* 1987), lettischer Rennfahrer (u. a. GP2 Asia), war Meister 2004
- Joël Volluz (* 1991), Schweizer Rennfahrer, jetzt in der Gruppe E am Berg unterwegs

## Konkurrenz
Die 2008 geschaffene ADAC-Formel-Masters hat eine andere Auslegung mit 1.598 cm³-VW-Motor und ein anderes Fahrwerkskonzept, fährt aber trotz (oder wegen; der Rollwiderstand spielt bei der absoluten Leistung eine Rolle) schmalerer Felgen die schnelleren Rundenzeiten (zwei bis drei Sekunden je nach Strecke).
Die Fahrzeuge der Formel BMW waren technisch auf gleichem Stand und ungefähr gleich schnell.